# Peter J. Carroll
Peter James Carroll (Patching, 8 gennaio 1953) è un esoterista e scrittore britannico cofondatore degli Illuminati di Thanateros e praticante di magia del caos.

## Primi anni
Carroll studiò scienze alla University of London e si laureò con la "minima media calcolata precisamente per laurearsi". Dopo l'università, Carroll fu assunto come insegnante scolastico, e passò quattro anni in India e nell'Himalaya.

## Carriera
Il libro Liber Null & Psychonaut, pubblicato nel 1987, che raccoglie e amplia due libri scritti da Carroll, è considerato una delle opere che definiscono il movimento della magia del caos. Carroll fu il cofondatore di un gruppo liberamente organizzato di magia del caos, chiamato Illuminati di Thanateros.
Nel 1995, Carroll annunciò il suo desiderio di dismettere i "ruoli di magus e pontefice del chaos", abbandonando le sue cariche negli Illuminati di Thanateros e smettendo di scrivere. Questo annuncio fu originariamente espresso nella riunione internazionale degli Illuminati di Thanateros che Carroll descrive nel suo articolo chiamato "The Ice War"
in Chaos International.
Carrol ha scritto diversi articoli per la rivista Chaos International, attualmente edita da Ian Read, firmandosi sia Peter Carroll sia Stokastikos, il suo nome magico negli Illuminati di Thanateros.
Nel 2005 divenne istruttore di magia del caos nella Maybe Logic Academy su richiesta di Robert Anton Wilson e in seguito fondò il Arcanorium Occult College, chiamando a insegnare altri noti maghi del caos come Lionel Snell, Ian Read e Jaq D. Hawkins. Questa esperienza risvegliò il suo interesse nella magia e riprese a scrivere.

## Opere
- Liber Null (1978) e Psychonaut (1982) (pubblicati in un unico volume nel 1987) ISBN 0-87728-639-6
- Liber Kaos (1992) ISBN 0-87728-742-2
- PsyberMagick: Advanced Ideas in Chaos Magick (1995) ISBN 1-56184-092-0
- The Apophenion: A Chaos Magic Paradigm (2008) ISBN 1-869928-65-2
- The Octavo: A Sorcerer-Scientist's Grimoire (2010) ISBN 978-1-906958-17-6
- EPOCH: The Esotericon & Portals of Chaos (2014) ISBN 978-0992848828

### Interviste
- Peter J. Carroll Interview da Abrasax Magazine, Vol.5, No.2.

### Articoli
- The Magic of Chaos di Peter J. Carroll
- Liber KKK - An introduction to Chaos magick technique. di Peter J. Carroll.
- The magician as Rebel Physicist di Pete Carroll

| Controllo di autorità | VIAF (EN) 37784947 · ISNI (EN) 0000 0000 5538 1737 · LCCN (EN) n86108898 · GND (DE) 121858499 · J9U (EN, HE) 987012412071605171 · NDL (EN, JA) 00942064 |